# جزایر اسیکوییبو-دمرارا غربی
جزایر اسیکوییبو-دمرارا غربی (به لاتین: Essequibo Islands-West Demerara) یک منطقه در گویان است که در شمال شرقی آن واقع شده‌است. مرکز این منطقه شهر ورید-ان-هوپ است.

## خصوصیات
جزایر اسیکوییبو-دمرارا غربی ۳٬۷۵۵ کیلومترمربع مساحت و ۱۰۷٬۴۱۶ نفر جمعیت دارد.